# Acetat de linanil
L'acetat de linalil és un fitoquímic que es presenta de manera natural en moltes flors i plantes d'espècia. Es troba en la Mentha citrata. Químicament és un èster acetat de linalool, un monoterpenoide. En ser un hidrocarbur, és combustible.
L'acetat de linalil sintètic de vegades adultera els olis essencials per fer-los més econòmics, per exemple s'afegeix a l'oli de lavandí per vendre'l com si fos oli d'espígol que és més apreciat. Aquest compost també és usat com a intermediari o directament present en sabons, perfums, cosmètics, productes de neteja i s'usa com a additiu alimentari. La seva producció anual al món està entre les 1000 i les 5000 tones.
Té una tòxicitat baixa pels humans, tòxic pels peixos i extremadament tòxic per als Daphnia